# 東帝汶—俄羅斯關係
東帝汶－俄罗斯关系，是指俄羅斯聯邦和東帝汶民主共和國之間的雙邊關係。俄罗斯是承認東帝汶獨立的首批國家之一，兩國亦有互派非常駐大使。

## 歷史
2002年5月20日，俄羅斯總統普京簽署了一份政令，宣佈承認東帝汶獨立，並責成俄羅斯外交部與剛成立的東帝汶建交。
2002年6月24日，俄羅斯外交部副部長亞歷山大·弗拉基米羅維奇·雅科文科宣布已經與東帝汶代表協商，確認俄羅斯已與東帝汶建交，外交業務由俄羅斯駐印尼大使館兼轄。
2008年2月，在東帝汶總統若澤·拉莫斯·奧爾塔被暗殺未遂後，俄羅斯外交部發表聲明，表示關注東帝汶事態發展，呼籲致力穩定政局。

## 人道援助
俄罗斯幾乎參與了所有聯合國對東帝汶的援助方案，提供食物和救援人員；2001年6月，俄羅斯航空公司UTair航空的前身TyumenAviaTrans與东帝汶簽訂了為期一年的合同，為聯合國在東帝汶的任務提供若干架米格26直升機（價值650萬美元）以作援助。